# Poljice (kanton tuzlański)
Poljice – wieś w Bośni i Hercegowinie, w Federacji Bośni i Hercegowiny, w kantonie tuzlańskim, w gminie Lukavac. W 2013 roku liczyła 4337 mieszkańców, z czego większość stanowili Boszniacy.